# Castello di Mioglia
Il castello di Mioglia è stato un edificio difensivo situato in posizione dominante, su una collinetta, presso la strada di collegamento di Mioglia con Pareto, lungo il confine tra i due comuni, in provincia di Savona.

## Storia e descrizione

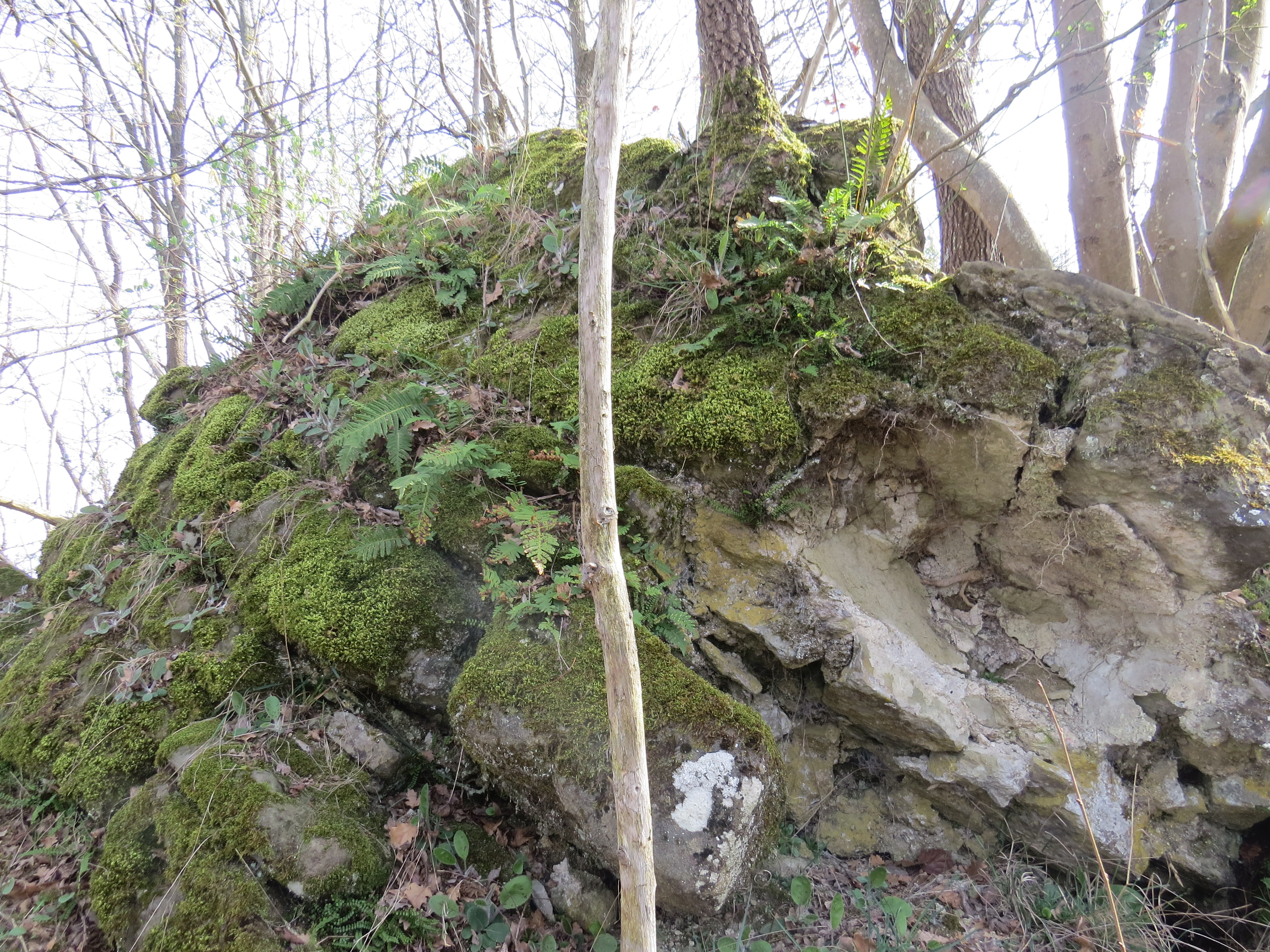
Resti di una torre facente parte del castello di Mioglia

Il castello sorgeva su un poggio con fianchi scoscesi, facilmente difendibile. Da esso si poteva dominare tutta la vallata di Mioglia e gran parte del territorio verso Pareto, ove si trovava un altro castello strategicamente molto più importante e di dimensioni maggiori. Il sito è stato anche scelto come punto trigonometrico dall'Esercito Italiano.
La fortificazione doveva essere di modeste dimensioni ed utilizzata principalmente come punto di osservazione. Gran parte delle strutture erano probabilmente costruite in legno e sono quindi andate perdute. Sopravvivono un locale seminterrato quasi totalmente sepolto e avanzi di una torre circolare crollata probabilmente a causa di un'esplosione.
Il castello fu forse edificato dagli Aleramici contro i Saraceni nella seconda metà del X secolo, oppure da Bernabò Doria, figlio di Branca Doria sul finire del XIII secolo. Certamente esisteva già nel 1323 e nel 1365 fu occupato dai Genovesi. Venne raso al suolo nel 1638.